# Arascués
Arascués es una localidad y antiguo municipio de España, en la comarca de la Hoya de Huesca, que pertenece al actual municipio de Nueno en la provincia de Huesca. Situada en un llano en la falda meridional del pico Gratal, su distancia a Huesca es de 12 km.

## Geografía humana

### Demografía
| Gráfica de evolución demográfica de Arascués entre 1842 y 1970 |
| |
| Población de derecho según los censos de población del INE Población de hecho según los censos de población del INEEn este censo se denominaba Arascués y Hospital de la Plana: 1842 Entre el censo de 1981 y el anterior, este municipio desaparece porque se integra en el municipio 22163 (Nueno) |

### Localidad
Datos demográficos de la localidad de Arascués desde 1900:
| 216                   | 191 | 163 | 138 | 146 | 129 | 130 | 108 | 85 | 69 | 197 | 369 | 386 |
| (Fuente: IAEST e INE) |     |     |     |     |     |     |     |    |    |     |     |     |

- Datos referidos a la población de derecho.

### Antiguo municipio
Datos demográficos del municipio de Arascués desde 1842:
| 161           | 264 | 275 | 217 | 241 | 241 | 247 | 211 | 169 | 165 | 146 | 129 | 130 | 108 | -- |
| (Fuente: INE) |     |     |     |     |     |     |     |     |     |     |     |     |     |    |

- En el censo de 1842, únicamente, se denominaba Arascués y Hospital de la Plana.
- Entre el censo de 1981 y el anterior, desaparece el municipio de Arascués, y se integra en el municipio de Nueno.
- Datos referidos a la población de derecho, excepto en los censos de 1857 y 1860, que se refieren a la población de hecho.

## Historia

### Edad Antigua y Media
- El 24 de octubre de 1098 el rey Pedro I de Aragón dio al monasterio navarro de Leire la villa de "Arscos, que está en la región oscense" (UBIETO ARTETA, Colección diplomática de Pedro I, nº. 57, p. 291)
- El 13 de abril de 1113 el rey Alfonso I de Aragón dio la mitad de Arascués al monasterio de Leire (DURÁN, Colección diplomática de la catedral de Huesca, nº. 253)
- El 30 de junio de 1174 el papa Alejandro III pidió al rey Alfonso II de Aragón que delvolviese Lorbés al monasterio de Leire y que expulsase de Arascués a los usurpadores (MARTÍN DUQUE, Documentación medieval de Leire, nº. 337)
- En junio de 1198 el rey Pedro II de Aragón dio al obispo Ricardo de Huesca el derecho de patronato sobre la iglesia de Arascués (DURÁN, Colección diplomática de la catedral de Huesca, nº. 542)
- En agosto de 1202 los vecinos de Arascués dieron a la catedral de Huesca la iglesia de "Arascos" (DURÁN, Colección diplomática de la catedral de Huesca, nº. 611)
- El 18 de diciembre de 1255 el rey Jaime I de Aragón dio Arascués a Fortún de Bergua (SINUÉS, n.º. 1563)
- El 26 de julio de 1269 era del monasterio de Leire (AHN, Clero, Leire, carp. 1407. nº. 19)

### Edad Moderna y Contemporánea
En 1973, mediante el Decreto 843/73, de 12 de abril (BOE Nº104, de 1-5), se incorpora al municipio de Nueno, desapareciendo el antiguo municipio de Arascués.
A finales de los años 1990 y principios de los 2000, se desarrolló la construcción de una urbanización cerrada, asociada a un campo de golf, que fue diseñado pocos años antes -en torno al año 1996-, e hizo crecer significativamente la población de Arascués, constando la dicha urbanización como diseminado de la localidad, excepto en los años 2007 y 2008 que constó como diseminado de la localidad de Nueno.

## Monumentos
- Parroquia dedicada a San Martín
- Ermita de Nuestra Señora del Olivar

## Para ver
- Escudos de los Arascués, Ascasos y Avellana
- En la acequia del Isuela posible acueducto romano

## Personajes célebres
- MAZA DE LIZANA y LÓPEZ, SOR MARÍA. - Sierva de Dios, cuya vida fue publicada por el doctor Pascual López de Estaún, más tarde Obispo de Huesca, con el título de Breve relación de la vida y virtudes de la exemplarísima Virgen y Sierva de Dios María Maza de Lizana y López (Larumbe, Huesca, 1745; 2.º edic., Gabriel Ramírez, Madrid, 1763).
- Se cree que nació también en Arascués el benedictino FRAY MACARIO NAVASA, autor de las famosas actas de los santos Voto y Félix de San Juan de la Peña, publicadas posteriormente por el P. Risco y otros historiadores: Sanctorum Voti &- Felicis vira recentior, auctore Macario, monacho pinnatensi, &- ex MS. ejusdem monasterii